# Premio Norbert Wiener in matematica applicata
Il premio Norbert Wiener in matematica applicata è un premio dal valore di 5000 dollari consegnato ogni tre anni per importanti risultati nel campo della matematica applicata. È stato creato nel 1967 in onore di Norbert Wiener dal dipartimento di matematica del MIT ed è assegnato congiuntamente dall'American Mathematical Society e dalla Society for Industrial and Applied Mathematics.

## Vincitori
- 1970: Richard E. Bellman
- 1975: Peter D. Lax
- 1980: Tosio Kato e Gerald B. Whitham
- 1985: Clifford S. Gardner
- 1990: Michael Aizenman e Jerrold E. Marsden
- 1995: Hermann Flaschka e Ciprian Foias
- 2000: Alexandre J. Chorin e Arthur Winfree
- 2004: James A. Sethian
- 2007: Craig Tracy e Harold Widom
- 2010: David Donoho
- 2013: Andrew Majda
- 2016: Constantine M. Dafermos